# グランディ郡 (ミズーリ州)
グランディ郡（英: Grundy County）は、アメリカ合衆国ミズーリ州の北部に位置する郡である。2010年国勢調査での人口は10,261人であり、2000年の10,432人から1.6％減少した。郡庁所在地はトレントン市（人口6,001人）であり、同郡で人口最大の都市でもある。グランディ郡は1841年1月29日にリビングストン郡から分離して組織化され、郡名はアメリカ合衆国司法長官フェリックス・グランディ（在任1838年-1840年）に因んで名付けられた。

## 地理
アメリカ合衆国国勢調査局に拠れば、郡域全面積は437.98平方マイル (1,134.4 km2)であり、このうち陸地435.82平方マイル (1,128.8 km2)、水域は2.16平方マイル (5.6 km2)で水域率は0.49％である。

### 主要高規格道路
- アメリカ国道65号線
- ミズーリ州道6号線
- ミズーリ州道146号線
- ミズーリ州道190号線

### 隣接する郡
- マーサー郡 - 北
- サリバン郡 - 東
- リン郡 - 南東
- リビングストン郡 - 南
- デイビース郡 - 南西
- ハリソン郡 - 北西

## 人口動態
以下は2000年の国勢調査による人口統計データである。
| 基礎データ - 人口: 10,261人 - 世帯数: 4,204 世帯 - 家族数: 2,694 家族 - 人口密度: 9人/km2（23人/mi2） - 住居数: 5,023軒 - 住居密度: 4軒/km2（11軒/mi2） 人種別人口構成 - 白人: 96.94% - アフリカン・アメリカン: 0.57% - ネイティブ・アメリカン: 0.42% - アジア人: 0.36% - 太平洋諸島系: 0.03% - その他の人種: 0.53% - 混血: 1.02% - ヒスパニック・ラテン系: 1.73% 年齢別人口構成 - 18歳未満: 24.0% - 18-24歳: 9.3% - 25-44歳: 20.3% - 45-64歳: 25.9% - 65歳以上: 20.5% - 年齢の中央値: 42歳 - 性比（女性100人あたり男性の人口） - 総人口: 91.2 - 18歳以上: 91.0 | 世帯と家族（対世帯数） - 18歳未満の子供がいる: 28.3% - 結婚・同居している夫婦: 51.1% - 未婚・離婚・死別女性が世帯主: 8.7% - 非家族世帯: 35.9% - 単身世帯: 31.1% - 65歳以上の老人1人暮らし: 15.4% - 平均構成人数 - 世帯: 2.36人 - 家族: 2.94人 収入と家計 - 収入の中央値 - 世帯: 35,239米ドル - 家族: 45,959米ドル - 性別 - 男性: 31,843米ドル - 女性: 25,231米ドル - 人口1人あたり収入: 18,148米ドル - 貧困線以下 - 対人口: 13.3% - 対家族数: 10.2% - 18歳未満: 13.4% - 65歳以上: 16.7% |

## 宗教
2000年宗教データアーカイブ協会郡別信徒報告書に拠れば、グランディ郡は福音主義プロテスタントが最多数を占めるバイブル・ベルトの北縁にあると見なされている。最も多い会派は南部バプテスト連盟の49.86％、続いてメソジスト教会の13.51％、ディシプルズ・オブ・クライストの6.95％である。

## 都市と町
| - ゴールト - ラレド | - スピッカード - トレントン - 郡庁所在地 |  |

- ティンドール — 町
- ブリムソン — 村
- エディンバーグ — 未編入

## 政治

### 地方
グランディ郡の地方レベルでは共和党が大半の政治を支配しており、郡の選挙で選ばれる役職は2人を除いて独占している。

### 国政
大統領選挙のレベルでは共和党を支持しがちである。2000年と2004年の大統領選挙では、ジョージ・W・ブッシュが容易にグランディ郡を制した。1996年のビル・クリントンが最後に郡を制した民主党候補者となっている。2008年の選挙では、州内の田園部にある郡と同様、バラク・オバマよりジョン・マケインを選んだ。
グランディ郡は州北部にある田園部郡と同様、社会的にまた文化的に保守的であり、それが共和党支持の傾向に影響している。2004年の州民投票では、結婚を男と女の結合として定義する州憲法改正案をグランディ郡は77％という圧倒的多数で賛成した。州全体でも71％の賛成で可決し、ミズーリ州は同性結婚を禁止する最初の州になった。2006年の州民投票では、胚性幹細胞の研究を予算化し、合法化する憲法改正案が掛けられたが、グランディ郡では55％が反対した。州全体では51%の賛成と辛うじて改正が成立し、胚性幹細胞の研究を最初に認めた州の1つになった。郡民は伝統的に社会問題に保守的であるが、最低賃金の増加のような人民主義的施策は支持する傾向にある。やはり2006年の州民投票で最低賃金を時間あたり6.50ドルに増やす命題については、グランディ郡では61％が支持した。この命題は州内のどの郡でも支持され、75.94％が賛成した。

#### 2012年大統領予備選挙
2012年の大統領予備選挙で、グランディ郡は共和党のリック・サントラムを支持し、州全体でもサントラムが勝ったが、全国的な指名争いでは元マサチューセッツ州知事のミット・ロムニーに敗れた。

#### 2008年大統領予備選挙
2008年の大統領予備選挙で、グランディ郡は共和党のジョン・マケインと民主党のヒラリー・クリントンを選んだ。民主党の予備選挙ではヒラリー・クリントンが1位となり、さらに共和党予備選挙で各候補に投じられた票数よりも多かった。

## 著名な出身者
- アーサー・マスティック・ハイド - ミズーリ州知事（在任1921年-1925年）、アメリカ合衆国農務長官（在任1929年-1933年）